# Cokro (Tulung)
Cokro is een bestuurslaag in het regentschap Klaten van de provincie Midden-Java, Indonesië. Cokro telt 1320 inwoners (volkstelling 2010).